# Joachim Lucas Stein
Joachim Lucas Stein (* 11. Dezember 1711 in Rostock; † 27. Juni 1785 ebenda) war ein deutscher Advokat und Rechtsgelehrter des 18. Jahrhunderts.

## Leben
Stein studierte ab 1728 zunächst an der Universität Rostock, ab 1733 in Halle/Saale Rechtswissenschaften. 1735 sammelte er beim Reichshofrat in Wien erste praktische Erfahrungen und war dann seit Ende desselben Jahres in Rostock als Advokat in seiner Heimatstadt Rostock tätig. Dort wurde er 1735 zum Doktor beider Rechte promoviert. Aufgrund des mit der Promotion erworbenen Rechts hielt er an der Universität Rostock nebenberuflich Vorlesungen überwiegend zum Lübschen Recht, das auch den Schwerpunkt seines hinterlassenen schriftlichen Werkes als Deutschrechtler bildet. Als solcher stand er im Schatten seines großen Vorbilds David Mevius.

## Werk
- Gründliche Abhandlung des Luebschen Rechts, worinn dies aus mittleren Zeiten herrührende Jus Germanicum aus den wahren Quellen hergeleitet und zureichend expliciret wird, Leipzig 1738; Teil 2, Leipzig 1741; Teil 3 und 4, Rostock 1745.